# Всемирный день велосипеда
Всеми́рный де́нь велосипе́да — учреждён в апреле 2018 года ООН, днём празднования универсального средства передвижения назначена дата 3 июня. Резолюция ООН отмечает «уникальность, давнюю историю и многофункциональность велосипеда, который используется уже два столетия и является простым, недорогим, надежным, экологически чистым и приемлемым видом транспорта».

### Основание Всемирного дня велосипеда
Профессор Лешек Сибилски из Соединённых Штатов Америки кандидат наук в сфере социологии, организовал массовую кампанию по продвижению резолюции ООН о Всемирном дне велосипеда, которую поддержали 56 стран. Оригинальный бело-голубой логотип #June3WorldBicycleDay был создан Исааком Фельдом, а созданием анимационной картинки занимался профессор Джон Э. Суонсон. На логотипе изображены разные велосипедисты, которые едут по всему миру, внизу логотипа расположился хештег #June3WorldBicycleDay. Главный посыл показывает, что велосипед принадлежит и помогает всему человечеству.

### Значение Всемирного дня велосипеда
Всемирный день велосипеда — это глобальный праздник, празднование которого приветствуется всеми людьми, независимо от их взглядов и позиций. Велосипед является символом человеческого прогресса, способствующий развитию толерантности, взаимопонимания и культуры мира. Кроме того, велосипед является «символом устойчивого транспорта», который даёт позитивный сигнал для «способствования устойчивого потребления и производства, оказывающего положительное влияние на климат». Всемирный день велосипеда с недавних пор ассоциируется с продвижением здорового образа жизни.